# Is er iets?
Is er iets? is het tweede Nederlandstalig album van de Belgische band Madou uit 2021

## Tracklist
- A-1. Huis In De Duinen
- A-2. Is Er Iets?
- A-3. Nachthuis
- A-4. Nu Niet Meer
- A-5. Het Doet Geen Pijn
- A-6. Ronquières
- B-1. Niets Dringt Door
- B-2. Avondgebed
- B-3. Kleine Dame
- B-4. Onderweg
- B-5. Gele Schoenen

## Meewerkende artiesten
Productie: 
- Peter Van Laerhoven, Thomas Devos

Muzikanten:
- Mattijs Vanderleen (Percussie, drums)
- Bertel Schollaert (saxofoon, Bariton)
- Tine Hubrechts (Cello)
- Thomas Devos (Gitaar, Zang, Bas, Keyboards
- Leejoo Coomans (Harmonica)
- Mozol Franken (trompet)
- Vera Coomans (zang)
- Wiet Van De Leest (viool, Keyboards, piano)
- Louis Van De Leest (Percussie, Electric Organ Wurlitzer, klavier, Beats)
- Joeri Cnapelinckx (Electric Piano Rhodes, Keyboards, piano)
- Wouter Van Belle (Moog Synthesizer, orgel)

Lyrics By: Jan Devos, Thomas Devos, Vera Coomans
Management: David Dalemans
Mastered By: Frederik Dejongh
Recorded By, Mixed By, Co-producer: Peter Van Laerhoven